# Judo-Europameisterschaften 2016

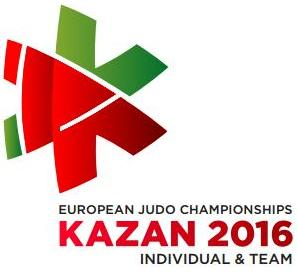

Die Judo-Europameisterschaften 2016 fanden vom 21. bis 24. April 2016 im russischen Kasan statt.
Erfolgreichste Nation war Frankreich, das insgesamt acht Medaillen gewann, davon fünfmal Gold. Auch Georgien gewann acht Medaillen, darunter drei goldene. Gastgeber Russland war die drittstärkste Nation mit sechs Medaillen. In den 16 Wettkämpfen gewannen Kämpfer aus 22 Nationen eine Medaille. Den jeweiligen Titel konnten sich Kämpfer aus zehn Nationen sichern.

## Ergebnisse

### Männer
| Gewichtsklasse | Gold                   | Silber                   | Bronze                          |
| -------------- | ---------------------- | ------------------------ | ------------------------------- |
| - 60 kg        | Walide Khyar           | Orxan Səfərov            | Howhannes Dawtjan Elios Manzi   |
| - 66 kg        | Wascha Margwelaschwili | Colin Oates              | Arsen Galstjan Fabio Basile     |
| - 73 kg        | Rustam Orujov          | Lascha Schawdatuaschwili | Rok Drakšič Nugzar Tatalashvili |
| - 81 kg        | Chassan Chalmursajew   | Awtandil Tschrikischwili | Iwajlo Iwanow Robin Pacek       |
| - 90 kg        | Warlam Liparteliani    | Krisztián Tóth           | Piotr Kuczera Marcus Nyman      |
| - 100 kg       | Henk Grol              | Toma Nikiforov           | Michael Korrel Grigori Minaskin |
| + 100 kg       | Teddy Riner            | Or Sasson                | Lewan Matiaschwili Daniel Natea |
| Team           | Georgien               | Russland                 | Polen Aserbaidschan             |

### Frauen
| Gewichtsklasse | Gold               | Silber                 | Bronze                                 |
| -------------- | ------------------ | ---------------------- | -------------------------------------- |
| - 48 kg        | Charline Van Snick | Éva Csernoviczki       | Monica Ungureanu Dilara Lokmanhekim    |
| - 52 kg        | Majlinda Kelmendi  | Priscilla Gneto        | Andreea Stefania Chitu Julija Ryschowa |
| - 57 kg        | Automne Pavia      | Iwelina Iliewa         | Timna Nelson-Levy Nora Gjakova         |
| - 63 kg        | Tina Trstenjak     | Kathrin Unterwurzacher | Jekaterina Walkowa Anicka van Emden    |
| - 70 kg        | Gévrise Émane      | Esther Stam            | Fanny Estelle Posvite Szabina Gercsák  |
| - 78 kg        | Audrey Tcheuméo    | Guusje Steenhuis       | Luise Malzahn Natalie Powell           |
| + 78 kg        | Kayra Sayit        | Switlana Jarjomka      | Belkıs Zehra Kaya Jasmin Külbs         |
| Team           | Polen              | Russland               | Deutschland Frankreich                 |

### Medaillenspiegel
| Platz | Land                   | Gold | Silber | Bronze | Gesamt |
| ----- | ---------------------- | ---- | ------ | ------ | ------ |
| 1.    | Frankreich             | 5    | 1      | 2      | 8      |
| 2.    | Georgien               | 3    | 3      | 2      | 8      |
| 3.    | Russland               | 1    | 2      | 3      | 6      |
| 4.    | Niederlande            | 1    | 1      | 2      | 4      |
| 5.    | Aserbaidschan          | 1    | 1      | 1      | 3      |
| 6.    | Belgien                | 1    | 1      | 0      | 2      |
| 7.    | Türkei                 | 1    | 0      | 2      | 3      |
| 7.    | Polen                  | 1    | 0      | 2      | 3      |
| 9.    | Kosovo                 | 1    | 0      | 1      | 2      |
| 9.    | Slowenien              | 1    | 0      | 1      | 2      |
| 11.   | Ungarn                 | 0    | 2      | 1      | 3      |
| 12.   | Bulgarien              | 0    | 1      | 1      | 2      |
| 12.   | Israel                 | 0    | 1      | 1      | 2      |
| 12.   | Vereinigtes Königreich | 0    | 1      | 1      | 2      |
| 15.   | Österreich             | 0    | 1      | 0      | 1      |
| 15.   | Ukraine                | 0    | 1      | 0      | 1      |
| 17.   | Deutschland            | 0    | 0      | 3      | 3      |
| 17.   | Rumänien               | 0    | 0      | 3      | 3      |
| 19.   | Italien                | 0    | 0      | 2      | 2      |
| 19.   | Schweden               | 0    | 0      | 2      | 2      |
| 21.   | Armenien               | 0    | 0      | 1      | 1      |
| 21.   | Estland                | 0    | 0      | 1      | 1      |
|       | Total                  | 16   | 16     | 32     | 64     |